# دبليو. بنتلي ماكليود
دبليو. بنتلي ماكليود هو اقتصادي كندي، ولد في 1954 في ألمانيا.